# Evgenii Landis
Evgenii Mikhailovich Landis (en russe : Евге́ний Миха́йлович Ла́ндис, né le 6 octobre 1921 à Kharkiv et mort le 12 décembre 1997 à Moscou) est un mathématicien soviétique qui travaillait principalement sur les équations aux dérivées partielles. Il participe à la conception des arbres AVL, où « AVL » signifie précisément Adelson-Velsky et Landis.
Landis est né à Kharkiv, à l'époque en RSS d'Ukraine. Il étudie et travaille à l'université d'État de Moscou, où son directeur de thèse était Alexandre Kronrod, puis Ivan Petrovski.

## Recherche
En 1946, avec Kronrod, Landis redécouvre le théorème de Sard, inconnu en URSS à l'époque.
Plus tard, Landis travaille sur les théorèmes d'unicité pour les équations elliptiques et paraboliques, l'inégalité de Harnack et les théorèmes de type Phragmén–Lindelöf. Avec Georgy Adelson-Velsky, il conçoit la structure de données des arbres AVL (où « AVL » signifie Adelson-Velsky et Landis).
Landis meurt à Moscou. Parmi ses étudiants figure Yulij Ilyashenko (en).